# Erik Baška
Erik Baška (* 12. ledna 1994) je bývalý slovenský profesionální silniční cyklista, jenž naposledy jezdil za UCI Continental tým Dukla Banská Bystrica.

## Kariéra
Baška s cyklistikou začal ve 14 letech. Začínal na horských kolem, než se na radu jeho trenéra Tibora Velitse, strýce profesionálních cyklistů Martina Velitse a Petera Velitse, přesunul na silnici. V roce 2016 se stal členem UCI WorldTeamu Tinkoff a v březnu získal své první profesionální vítězství na jednodenním závodu Handzame Classic.
V listopadu 2021 Baška podepsal kontrakt se slovenským týmem Dukla Banská Bystrica pro sezónu 2022. Na konci sezóny 2022 Baška oznámil, že odchází do sportovního důchodu po 2 letech plných zdravotních problémů.

## Hlavní výsledky
2011
Národní šampionát
2. místo silniční závod juniorů
3. místo časovka juniorů
2012
Národní šampionát
2. místo časovka juniorů
3. místo silniční závod juniorů
2013
Národní šampionát
 vítěz časovky do 23 let
4. místo silniční závod
Carpathian Couriers Race
5. místo celkově
 vítěz bodovací soutěže
 vítěz soutěže bojovnosti
2014
vítěz Visegrad 4 Bicycle Race – GP Polski
vítěz Central European Tour Košice–Miskolc
vítěz Central European Tour Budapest GP
Národní šampionát
3. místo silniční závod do 23 let
3. místo Puchar Ministra Obrony Narodowej
6. místo Central European Tour Szerencs–Ibrány
2015
Mistrovství Evropy
 vítěz silničního závodu do 23 let
Národní šampionát
 vítěz časovky do 23 let
4. místo silniční závod
vítěz Puchar Ministra Obrony Narodowej
Carpathian Couriers Race
vítěz 4. etapy
Tour de Berlin
vítěz 3. etapy
2. místo Poreč Trophy
2. místo Visegrad 4 Bicycle Race – GP Slovakia
2016
vítěz Handzame Classic
Kolem Chorvatska
vítěz 5. etapy (TTT)
2017
Národní šampionát
3. místo silniční závod
2018
Czech Cycling Tour
vítěz 1. etapy (TTT)
2. místo Trofeo Palma
8. místo Trofeo Campos, Porreres, Felanitx, Ses Salines
2019
Národní šampionát
2. místo silniční závod
Okolo Slovenska
9. místo celkově
2020
Národní šampionát
2. místo silniční závod